# Sistema operativo móvil

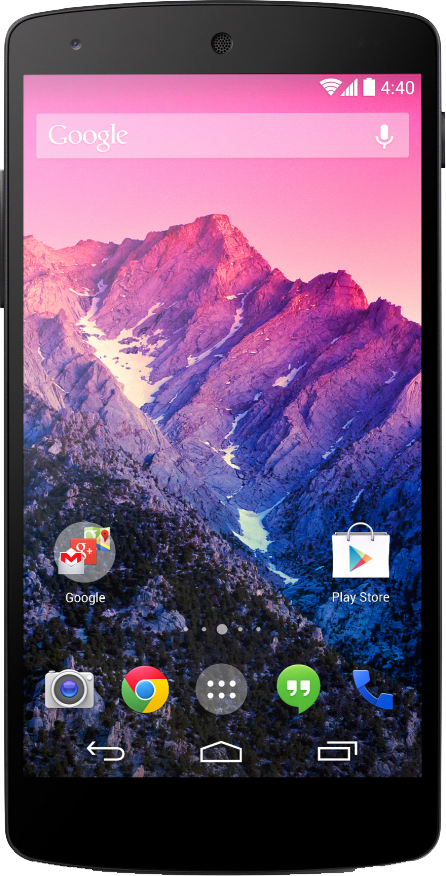
Nexus 5 con Android 4.4.4

Un Sistema operativo móvil o SO móvil es un conjunto de programas que permite la abstracción de las peculiaridades específicas del teléfono móvil, y provee servicios a las aplicaciones móviles, que se ejecutan sobre el teléfono. Al igual que los computadores que utilizan Windows, Linux o MacOS, los dispositivos móviles tienen sus sistemas operativos como Android, iOS, entre otros. Los sistemas 
operativos móviles son mucho más simples y están más orientados a la conectividad inalámbrica, los formatos multimedia para móviles y las diferentes maneras de introducir información en ellos.
Algunos de los sistemas operativos utilizados en los dispositivos móviles están basados en el modelo de capas.

## Capas de un sistema operativo móvil

### Middleware
El middleware es el conjunto de módulos que hacen posible la propia existencia de aplicaciones para móviles. Es totalmente transparente para el usuario y ofrece servicios claves como el motor de mensajería y comunicaciones, códecs multimedia, intérpretes de páginas web, gestión del dispositivo y seguridad Y sistema operativo es "Android"

### Entornode ejecución de aplicaciones
El entorno de ejecución de aplicaciones consiste en un gestor de aplicaciones y un conjunto de interfaces programables abiertas y programables por parte de los desarrolladores para la creación de software.

### Interfaz de usuario
Las interfaces de usuario facilitan la interacción con el usuario y el diseño de la presentación visual de la aplicación. Los servicios que incluye son el de componentes gráficos (botones, pantallas, listas, etc.) y el del marco de interacción.
Aparte de estas capas también existe una familia de aplicaciones nativas del teléfono que suelen incluir los menús, el marcador de números de teléfono, etc.

## Mercado
A medida que los teléfonos móviles crecen en popularidad, los sistemas operativos con los que funcionan adquieren mayor importancia. La cuota de mercado de sistemas operativos móviles a junio del 2024 era el siguiente:
1. Android 72.15%.[2]
2. iOS 27.19 %
3. Otros 0.66 %

Android tiene la mayor cuota, desde enero de 2011, con más de la mitad del mercado, experimentó un creciente aumento y en solo dos años (2009 a comienzos de 2011) ha pasado a ser el SO móvil más utilizado.
Según cifras de junio de 2024, Android mantiene en la actualidad su posición como sistema operativo móvil líder a nivel mundial, con una cuota de mercado del 72,15%, mientras que iOS representa el 27,19%. Por número de países, Android es igualmente el sistema más usado, mientras que iOS es líder en Estados Unidos, con una cuota de mercado del 56% —frente al 44% de Android—. El sistema operativo de Apple también domina en Canadá (59%) y en los europeos Noruega y Suecia, además de Japón, Australia y otros pocos países más del mundo. 